# Byttneria
Byttneria é um género botânico pertencente à família Malvaceae.

## Espécies
- Byttneria asplundii
- Byttneria flexuosa
- Byttneria ivorensis
- Byttneria jaramilloana
- Byttneria loxensis
- Byttneria minytricha
- Byttneria obtusata
- Byttneria sparrei